# Joe Brady
Joe Brady (fl. XX secolo) è stato un giocatore di snooker irlandese.

## Carriera
Ha partecipato alla prima edizione del Campionato mondiale di snooker nel 1927, venendo sconfitto ai quarti di finale dal futuro campione Joe Davis, con il punteggio di 10-5.

## Risultati
In questa tabella sono riportati i risultati nei tornei di snooker in cui Joe Brady ha partecipato.
| Competizione                 | Edizione           | Risultato          | Vincite | Century breaks | Maximum breaks | Miglior break |
| ---------------------------- | ------------------ | ------------------ | ------- | -------------- | -------------- | ------------- |
| Campionato mondiale          | 1927               | Quarti di finale   | £0      | 0              | 0              | ?             |
| Totale (Campionato mondiale) | 1 partecipazione   | 1 partecipazione   | £0      | 0              | 0              | ?             |
| Totale carriera              | 1 torneo disputato | 1 torneo disputato | £0      | 0              | 0              | ?             |